# Stenus stigmula
Stenus stigmula – gatunek chrząszcza z rodziny kusakowatych i podrodziny myśliczków (Steninae).
Gatunek ten został opisany w 1840 roku przez Wilhelma Ferdinanda Erichsona.
Chrząszcz o ciele długości od 4 do 4,5 mm. Przedplecze ma o ¼ dłuższe niż szersze i krótsze od pokryw. Na każdej z pokryw występuje czerwona plama położona bliżej bocznej i tylnej jej krawędzi. Początkowe tergity odwłoka mają pośrodku części nasadowych pojedyncze, krótkie listewki. Co najmniej cztery pierwsze tergity mają boczne brzegi odgraniczone szerokimi bruzdami. Odnóża nie są w całości czarne. Smukłe tylne stopy prawie dorównują długością goleniom.
Owad palearktyczny, rozprzestrzeniony od środkowej Szwecji i Europy Środkowej przez południowo-wschodnią po Rosję, Gruzję i Turcję. Występuje na pobrzeżach większych rzek i ich dopływów, żwirowiskach oraz w pobliżu kałuż. W Polsce notowany na nielicznych stanowiskach